# Bradley Cooper
Bradley Charles Cooper (ur. 5 stycznia 1975 w Filadelfii) – amerykański aktor, reżyser i producent filmowy, także scenarzysta, kaskader oraz muzyk, trzykrotnie nominowany do Oscara dla najlepszego aktora pierwszoplanowego.

## Życiorys

### Wczesne lata
Urodził się w Filadelfii, w stanie Pensylwania jako syn Glorii (z domu Campano), która pracowała w lokalnej filii NBC, i Charlesa Johna Coopera (1939–2011), maklera w Merrill Lynch Wealth Management. Dorastał w pobliskich wspólnotach w stanie Pensylwania – Jenkintown i Rydal. W 1997 ukończył z wyróżnieniem anglistykę na Uniwersytecie Georgetown. Po przeprowadzce do Nowego Jorku, w 2000 roku otrzymał tytuł magistra sztuk pięknych w szkole aktorskiej Actors Studio Drama School uniwersytetu New School.
Pracował jako kelner, odźwierny w butikowym Morgans Hotel i pomocnik grabarza.

### Kariera
W 1999 pojawił się w jednym z odcinków serialu HBO Seks w wielkim mieście (Sex and the City, 1998-2004) jako Jake. Po występie w telefilmie Warner Bros. Ściany do ściany rekordów (Wall to Wall Records, 2000) u boku Jordana Bridgesa i serialu Fox Ulica (The $treet, 2000–2001), zagrał w komedii satyrycznej Wet Hot American Summer (2001) z Davidem Hyde Pierce, Molly Shannon i Paulem Ruddem.

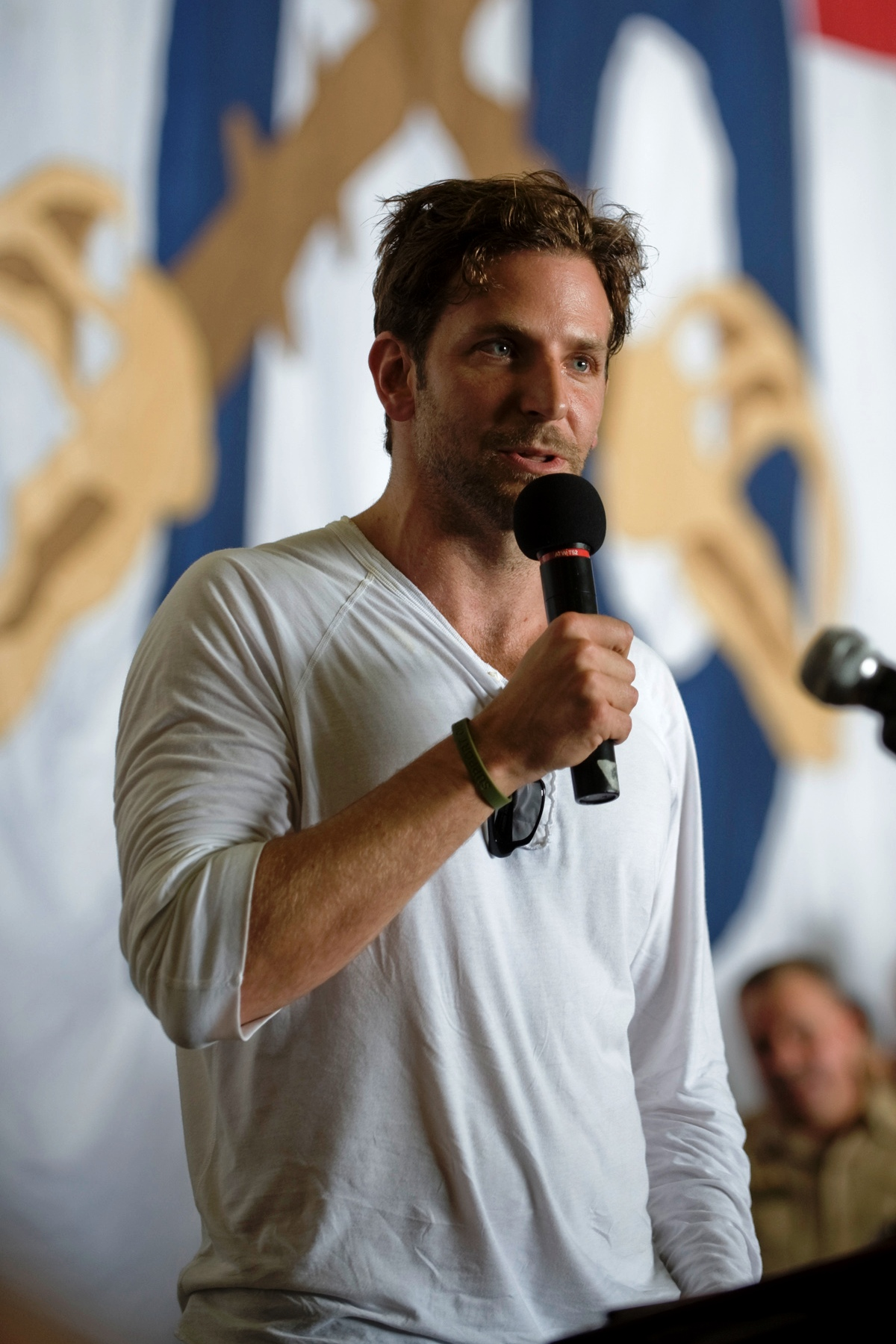
Bradley Cooper, 2009

W 2006 zadebiutował na Broadwayu w podwójnej roli Theo i Pipa w sztuce Joego Montello Three Days of Rain z Julią Roberts i Paulem Ruddem. Sceniczna kreacja człowieka tragicznie doświadczonego przez los – Johna R. Merricka w przedstawieniu Człowiek słoń w roku 2015 przyniosła mu nominację do Tony Award i Drama Desk Award.
W serialu stacji FOX Kill grill (Kitchen Confidential, 2005–2006) zagrał kucharza Jacka Bourdaina. W docenionym przez krytyków serialu stacji F/X Bez skazy (Nip/Tuck, 2007–2009) wystąpił jako Aidan Stone. W jego telewizyjnym dorobku znalazły się też takie seriale jak: Agentka o stu twarzach (2001–2006), Dotyk zła (Touching Evil, 2004), Jack & Bobby (2004–2005), Prawo i porządek: sekcja specjalna (2005), Prawo i bezprawie (2005) czy Saturday Night Live (2013).
Przełomem była dla niego rola Phila Wennecka w najbardziej dochodowej komedii Kac Vegas (2009). Potem można go było zobaczyć w filmach: Kobiety pragną bardziej (2008), Wszystko o Stevenie (2009), Drużyna A (2010), Jestem Bogiem (2011), Drugie oblicze (2012).
W kolejnych latach był wielokrotnie nominowany do Oscarów, nagród BAFTA i Złotych Globów, zarówno jako aktor jak i producent, reżyser oraz scenarzysta. Wyróżniane były zwłaszcza filmy: Poradnik pozytywnego myślenia (2012), American Hustle (2013), Snajper (2014) i Narodziny gwiazdy (2018).

## Życie prywatne
21 grudnia 2006 poślubił aktorkę i tancerkę Jennifer Esposito, z którą rozwiódł się 10 listopada 2007. W latach 2015–2019 był związany z rosyjską modelką Iriną Shayk, z którą ma córkę, Leę De Seine (ur. 21 marca 2017).

## Filmografia

### Filmy fabularne
- 2001: Morderstwo w sieci (My Little Eye) jako Travis Patterson
- 2002: Zmiana pasa (Changing Lanes) jako Gordon Pinella
- 2003: Ostatnia szansa (The Last Cowboy) jako Morgan Murphy
- 2004: Klucz do serca (I Want To Merry Ryan Banks) jako Todd
- 2005: Polowanie na druhny (Wedding Crashers) jako Zachary „Sack” Lodge
- 2006: Miłość na zamówienie (Failure to Launch) jako Demo
- 2007: Sportowy film (The Comebacks) jako kowboj
- 2008: Nocny pociąg z mięsem (The Midnight Meat Train) jako Leon
- 2008: Jestem na tak (Yes Man) jako Peter
- 2008: Kobiety pragną bardziej (He's Just Not That Into You) jako Ben Gunders
- 2009: Zakochany Nowy Jork (New York, I Love You) jako Gus
- 2009: Przypadek 39 (Case 39) jako Douglas J. Ames
- 2009: Kac Vegas (The Hangover) jako Phil Wenneck
- 2009: Wszystko o Stevenie (All about Steven) jako Steve
- 2010: Drużyna A (The A-Team) jako porucznik Templeton 'Buźka' Peck
- 2010: Walentynki (Valentine's day) jako Holden
- 2011: Kac Vegas w Bangkoku (The Hangover 2) jako Phil Wenneck
- 2011: Jestem Bogiem (Limitless) jako Eddie Morra
- 2012: Między wierszami jako Rory Jansen
- 2012: Poradnik pozytywnego myślenia (Silver Linings Playbook) jako Pat Solitano jr
- 2013: Kac Vegas 3 (The Hangover 3) jako Phil Wenneck
- 2013: Drugie oblicze (The Place Beyond the Pines) jako Avery Cross
- 2013: American Hustle: Jak się skubie w Ameryce (American Hustle) jako Richie DiMaso
- 2014: Strażnicy Galaktyki (Guardians of the Galaxy) jako Rocket (głos)
- 2014: Snajper (American Sniper) jako Chris Kyle
- 2014: Serena jako George Pemberton
- 2015: Witamy na Hawajach jako Brian Gilcrest
- 2015: Ugotowany jako Adam Jones
- 2015: Joy jako Neil Walker
- 2016: Rekiny wojny (War Dogs) jako Henry Girard
- 2017: Strażnicy Galaktyki vol. 2 (Guardians of the Galaxy vol. 2) jako Rocket (głos)
- 2018: Narodziny gwiazdy (A Star Is Born) jako Jackson Maine
- 2018: Avengers: Wojna bez granic (Avengers: Infinity War) jako Rocket (głos)
- 2018: Przemytnik (The Mule) jako Colin Bates
- 2019: Avengers: Koniec gry (Avengers: Endgame) jako Rocket (głos)
- 2021: Zaułek koszmarów (Nightmare Alley) jako Stanton Carlisle
- 2021: Licorice Pizza jako Jon Peters
- 2022: Thor: Miłość i grom jako Rocket (głos)
- 2022: Strażnicy Galaktyki: Coraz bliżej święta (The Guardians of the Galaxy Holiday Special) jako Rocket (głos)
- 2023: Strażnicy Galaktyki vol. 3 jako Rocket (głos)
- 2023: Maestro jako Leonard Bernstein

### Seriale i programy telewizyjne
- 1999: Seks w wielkim mieście (Sex and the City) jako Jake
- 2001–2006: Agentka o stu twarzach (Alias) jako Will Tippin
- 2003: Mów mi swatka (Miss Match) jako Gary
- 2005−2006: Kill grill (Kitchen Confidential) jako Jack Bourdain
- 2007–2009: Bez skazy (Nip / Tuck) jako Aidan Stone
- 2015: Wet Hot American Summer: First Day of Camp jako Ben
- 2015–2016: Limitless jako Eddie Morra, senator

## Nagrody
Aktor był trzykrotnie nominowany do Oscara dla najlepszego aktora pierwszoplanowego:
- za rolę cierpiącego na chorobę dwubiegunową Patricka „Pata” Solitano Juniora w filmie Poradnik pozytywnego myślenia (2012)[17][18]
- za rolę agenta FBI – Richiego DiMaso w American Hustle: Jak się skubie w Ameryce (2013)[19]
- za rolę snajpera Chrisa Kyle’a w Snajperze (2014)[20][21].
- nagroda Grammy za utwór Shallow z Lady Gagą